# Etmopterus bigelowi
Etmopterus bigelowi es una especie de pez de la familia Dalatiidae en el orden de los Squaliformes.

## Morfología
Los machos pueden alcanzar 67 cm de longitud total.

## Reproducción
Es ovovivíparo.

## Alimentación
Come  tiburones pequeños, calamares  y Myctophidae .

## Hábitat
Es un pez de mar y de aguas profundas que vive entre 163-1.000 m de profundidad.

## Distribución geográfica
Se encuentra en los océanos Índico, Pacífico y  Atlántico.